# No Man’s Sky
No Man’s Sky – przygodowa gra akcji z silnym naciskiem na eksplorację, wyprodukowana przez niezależne studio Hello Games. Została wydana 9 sierpnia 2016 roku na konsolę PlayStation 4 w Ameryce Północnej, a 10 sierpnia ukazała się w Europie. Wersja dla systemu Microsoft Windows została wydana 12 sierpnia, a na Xbox One ukazała się 24 lipca 2018.
Mechanika rozgrywki w No Man’s Sky oparta została na czterech głównych filarach – eksploracji, przetrwaniu, walce i handlu. Stworzony przez twórców otwarty świat gry jest wygenerowany proceduralnie i umożliwia graczom odwiedzenie ponad 18 trylionów planet, z których każda charakteryzuje się własną fauną i florą.
No Man’s Sky po raz pierwszy zaprezentowano w grudniu 2013 roku podczas gali VGX 2013. W swoim zwiastunie twórcy zademonstrowali, jak ma wyglądać świat gry. W tym samym miesiącu biuro Hello Games zostało zalane podczas powodzi, co spowodowało zniszczenie większości komputerów i mebli. W oficjalnym komunikacie Hello Games ogłosiło, że skutki zalania nie wpłyną negatywnie na produkcję.
Prezentacja gry podczas targów E3 w 2014 roku spotkała się z pozytywnym przyjęciem komentatorów i recenzentów branży gier komputerowych.
W 2016 roku Hello Games zostało pozwane przez brytyjskie przedsiębiorstwo Sky o użycie słowa „sky” w tytule gry. Ostatecznie Hello Games wygrało sprawę i zachowało prawa do marki.

## Rozgrywka

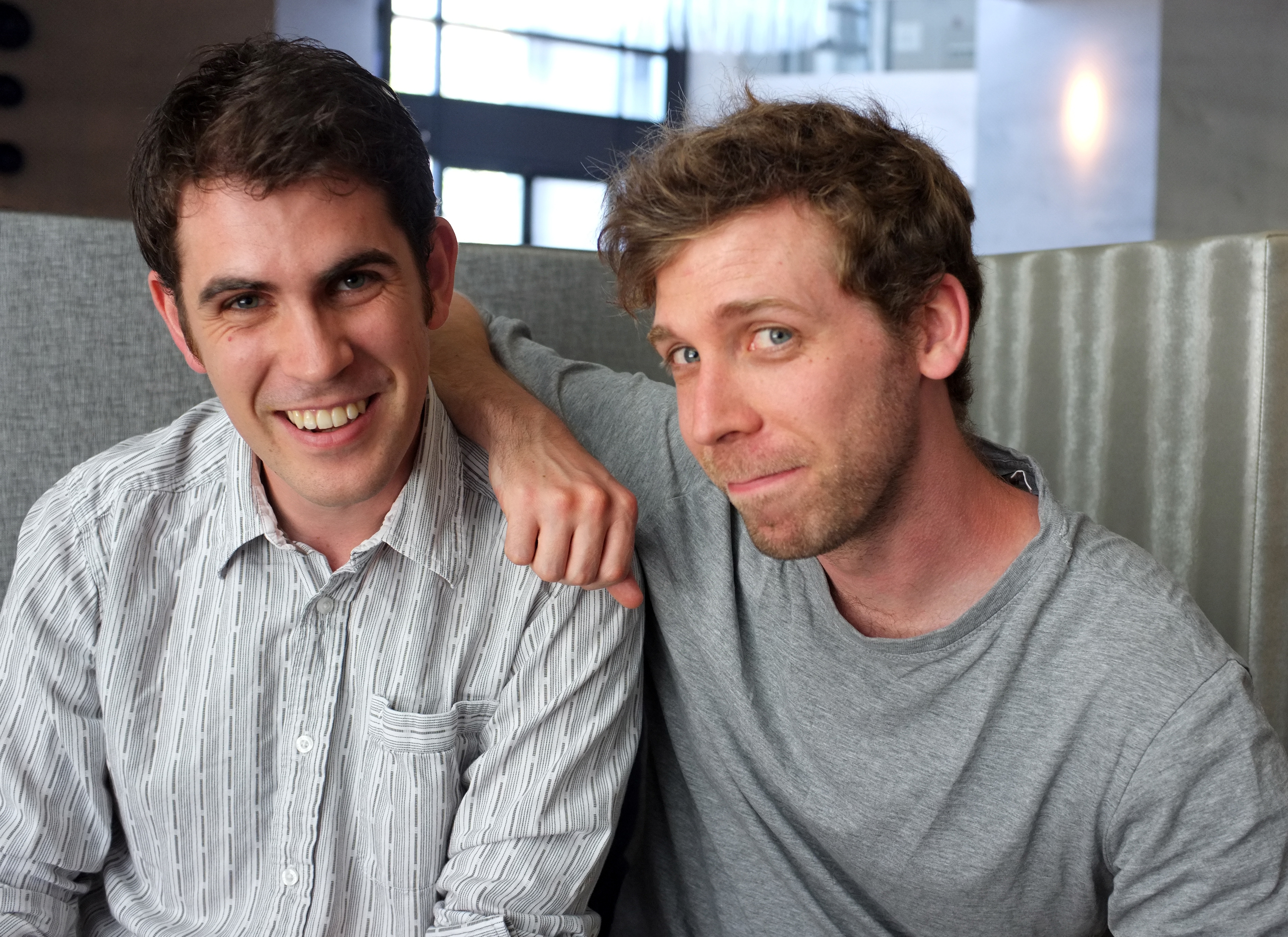
Twórcy gry: Sean Murray (po lewej) i Grant Duncan

Akcja gry rozpoczyna się na jednej z planet na obrzeżach jednej z dostępnych galaktyk. Na początku gracz musi naprawić zepsuty statek kosmiczny, aby móc rozpocząć eksplorację planet oraz układów planetarnych. Głównym celem jest dotarcie do centrum wszechświata, jednak gracz w każdej chwili może to zignorować i skupić się na innych aktywnościach. Postać ma możliwość podróżowania pomiędzy planetami i lądowania na nich. Każda z nich ma swoją własną florę i faunę. Poprzez zbieranie surowców z roślin czy zabitych zwierząt można wytwarzać przedmioty, np. paliwo do statku, broń czy pancerz. No Man’s Sky nie ma klasycznego trybu wieloosobowego, jednak grając z aktywnym połączeniem internetowym, gracz może jednorazowo zmieniać nazwy wcześniej nieodkrytych planet. Podobnie jak świat przedstawiony w grze, część ambientowej oprawy dźwiękowej jest tworzona losowo z wcześniej nagranych pętli.

## Odbiór gry
Gra spotkała się z mieszanymi reakcjami recenzentów w wersji na konsolę PlayStation 4, uzyskując średnią z ocen wynoszącą 71/100 punktów według serwisu Metacritic oraz 71,23% według agregatora GameRankings.